# Thanatus forbesi
Thanatus forbesi is een spinnensoort uit de familie van de renspinnen (Philodromidae).
De wetenschappelijke naam van de soort werd in 1903 gepubliceerd door Reginald Innes Pocock.